# アグリコラ (ゲーム)
『アグリコラ』（Agricola）は、ドイツのボードゲームである。ウヴェ・ローゼンベルクによってデザインされ、ルックアウトゲームズ(Lookout Games)から発売された。このゲームの目的は、未開拓の農場を開拓していき、畑を耕作して作物を育て、牧場に家畜を飼って、ゲーム終了時に最もバランスのとれた農場を築くことである。勝利するためには、休耕地をできるだけ少なくし、上質の素材からできたより大きなファームハウスを建てたほうがよい。また、プレイヤーは農場を世話する家族を始めの2人から5人まで増やすべきである。
2007年にまずシュピールで公開され、2009年１月にはホビージャパンから完全日本語版が発売された。
アグリコラは、2008年にドイツ年間ゲーム大賞の複合ゲーム賞と、ドイツゲーム大賞を受賞した。またこの年、ボードゲームサイト「BoardGameGeek」のランキングにおいて、ゲーム「プエルトリコ」による5年にわたる首位独走を終わらせている。

## ゲームの概要

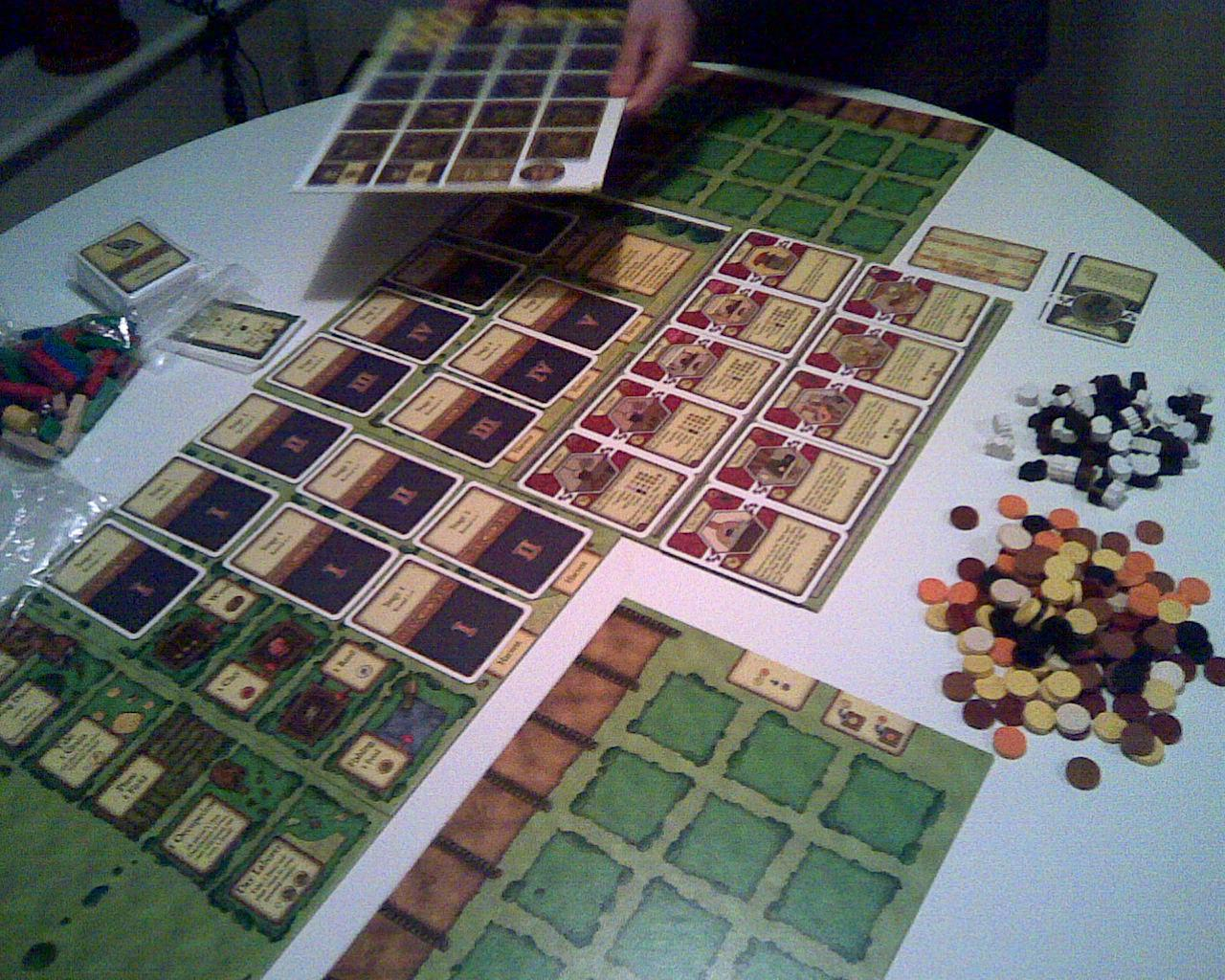
アグリコラの準備

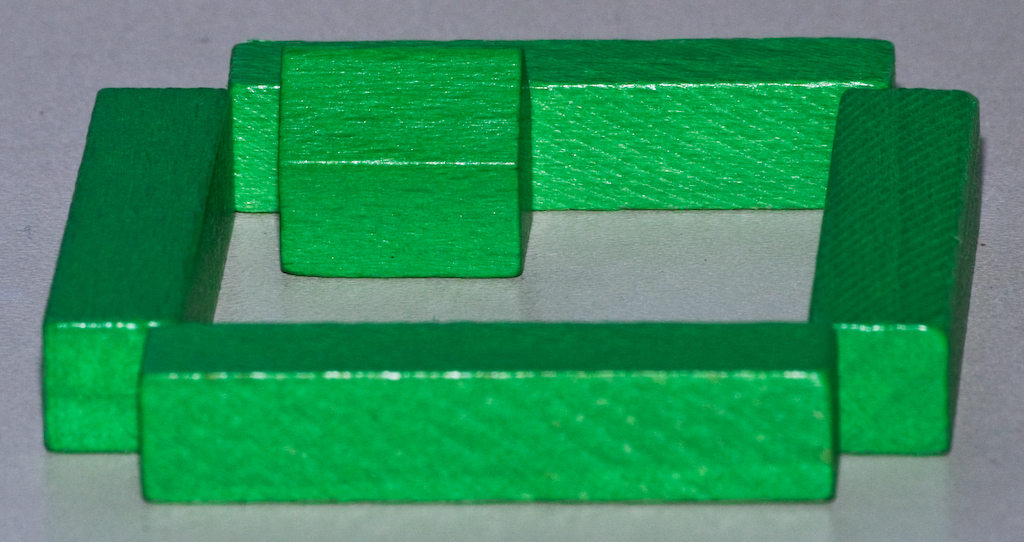
牧場と厩

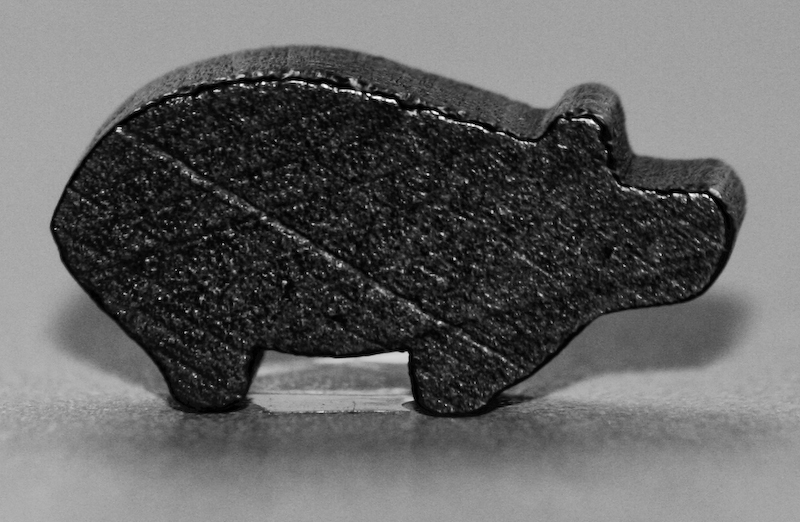
野豚

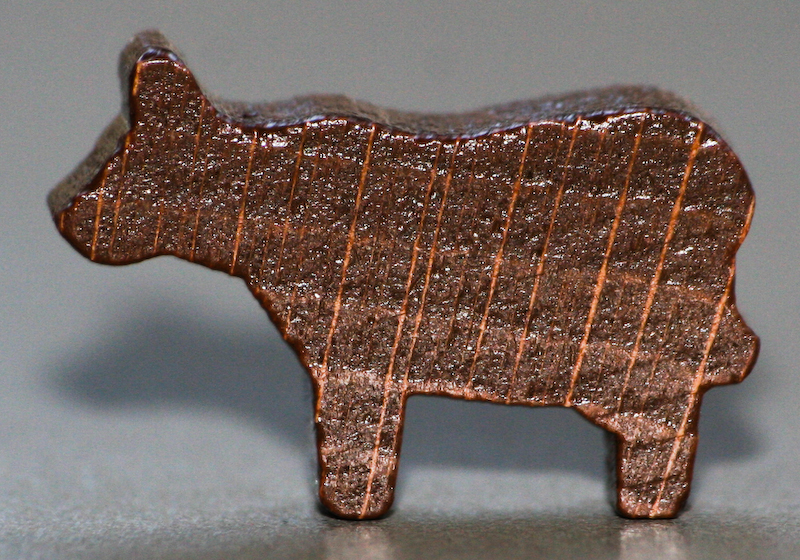
牛

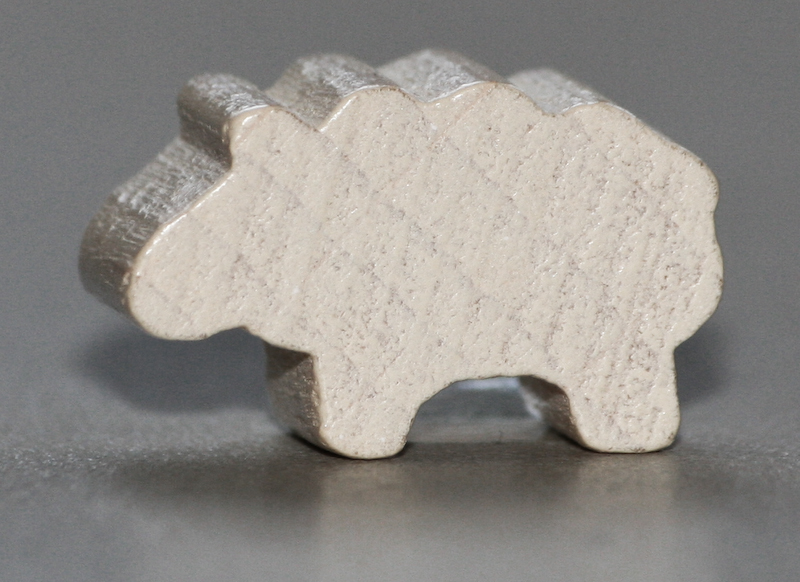
羊

各プレイヤーははじめ、二人いる家族のための部屋を二部屋備えた、小さなファームハウスを持って出発する。 家族は、各ラウンドごとにその人数分だけプレイヤーがアクションを行うことを可能にする。そのアクションには、資材の収集、耕すことと種まき、家の拡張、進歩カードを出して農場を改良することなどがある。 利用可能なアクションの種類はプレイ人数によって異なっており、各アクションは1ラウンドにつき1回だけしか行うことができない（ゲームは計14ラウンドから構成される）。
このゲームには、2種類のルールが用意されている。すなわち、ファミリールールと標準ルールである。ゲームのメインボードは、裏表両面が利用可能になっていて、片面がファミリールールのためのもの（二人の大人と一人の子供が描かれたアイコンで示されている）、もう片面が標準ゲームのためのものである。標準ゲームを遊ぶとき、プレイヤーには2種類のカードセットを各7枚ずつ配られる。一方のセットは、木こり、パン屋、ネズミ捕りなどの職業カードであり、 もう一方のセットは、釣竿、改良型鋤、マメ畑などの小さな進歩カードである。それぞれのカードは、プレイヤーに追加の食料や資材などの形でわずかずつではあるがアドバンテージを与える。ファミリーゲームのルールは、職業と小さな進歩のカードが用いられない以外は、標準ゲームと同一のルールである。
169種類もの職業カードと、139種類の小さな進歩カードが用意されているので、ゲームのはじめにどのカードが配られるかで、毎回異なるゲームを遊ぶことができるだろう。
ゲームが進行し、プレイヤーが自分の家を拡張すると、新たな家族を加えることができ、より多くの回数のアクションをこなすことが可能になる。また、毎ラウンド新しい種類のアクションが利用可能となっていき、野菜や動物（羊、野豚、牛）を手に入れて、育成や栽培・繁殖、調理することができるようになる。
数ラウンドごとに収穫が行われ、そこで穀物の収穫と家畜の繁殖、そして最も重要な家族への食料の供給が行われる。 食料供給は、失敗するとプレイヤーの得点を大きく減らすので、このゲームにおいてプレイヤーが最も苦労する局面である。
食料供給を乗り越えると、プレイヤーは最も豊かな農場づくりのバランスを模索しなければならない。なぜなら、各作物や動物、建物（畑と牧場）が少なくともひとつずつは農場にないと、プレイヤーはゲームの終わりにペナルティを受けるからである。農場は多様なものがよりよいものとされるから、このゲームにおいて成功する戦略は、特定の部分に集中し特化しすぎるのではなく、多くのゲーム要素にいつも関わっていくことなのである。

## ラインナップ

### 基本セットおよび拡張
拡張セットの多くは、職業カードや進歩カードと言ったカード類を新たに追加するもので、そのため「○×デッキ」と俗称される。拡張セットによって追加されるカードは、それぞれセット毎に単独でも遊ぶこともできるし、他のデッキと混ぜて遊ぶこともできる。
アグリコラ(Agricola)
ドイツ語版は2007年秋公開、日本語版は2009年1月発売。基本セット（初版）。

Agricola: Z-booster
ドイツ語版は2008年初頭公開、日本語版未発売。通称「Zデッキ」。2008年に米Z-Man Games社より発売された英語版の予約特典プロモカードで、12ずつの職業と小さな進歩から構成される。
Xデッキ(Agricola: X-Deck)
ドイツ語版は2008年5月公開、日本語版は後述の『プレミアムグッズ』同梱、後述の『15周年記念BOX』に改訂版が同梱。通称「Xデッキ」。ドイツのボードゲーム情報誌『Spielbox Magazine』2008年5月号の特典付録プロモカード。5タイプのカードセット(異星人のアクション、宇宙からの商人、異星人の人工物、異星人イベント、そして異星人の職業)から成る。
四季を通じて(Agricola: Through the Seasons)
ドイツ語版は2008年10月公開、日本語版は後述の『15周年記念BOX』に改訂版が同梱。四季をテーマにした4つのアクションスペースが印刷されたゲームボードで、Essen 2008で配布された。『プレミアムグッズ』同梱の四季に応じた農場ボードとは別物。
Lデッキ(Agricola: Leute-Deck)
ドイツ語版は2008年10月～2019年公開、日本語版は一部のみ後述の『プレミアムグッズ』同梱、また一部のみ後述の『15周年記念BOX』に改訂版が同梱。通称「Lデッキ」。「Leute」はドイツ語で「人々」の意味。2008年から2019年まで、主にEssenの来場者特典として配布されたプロモカード。全92種。アグリコラの開発に関わった人物をモチーフとしたカード8種12枚セットがEsssen 2008で配布されたのを皮切りに、毎年新カードを含む異なる構成で配布され、Essen 2009では15種24枚セットが配布された。『プレミアムグッズ』には2008年版と2009年版が同梱。『15周年記念BOX』には既存カードの改訂版7種と、前述の全92種に含まれない新規カード9種、イベントカード4種の計20枚が同梱されている。
Agricola: Österreich-booster
ドイツ語版は2008年11月公開、日本語版は後述の『プレミアムグッズ』同梱。通称「Öデッキ」。「Österreich」はドイツ語で「オーストリア」の意味。gameplay festival in Vienna 2008の来場者特典プロモカード。オーストリア人をテーマにしたミニ拡張セットで、12の職業と12の小さな進歩から構成される。
Agricola: Česká-booster
ドイツ語版は2009年秋公開、日本語版は後述の『プレミアムグッズ』同梱。通称「čデッキ」あるいは「CZデッキ」あるいは「チェコデッキ」。2009年にチェコMindOK社より発売されたチェコ語版の販促品として発売されたミニ拡張セット。チェコの一地方をテーマにしたミニ拡張セットで、12の職業カードと12の小さな進歩カードから成る。 チェコとドイツのほかは、The Goodiesの内容物としてのみ入手できる。
アグリコラ：泥沼からの出発(Agricola: Farmers of the Moor)
ドイツ語版は2009年10月公開、日本語版は2009年10月発売。エッセン 2009で公開された拡張セットで、新しい大きな進歩カードと小さな進歩カードをゲームに導入する。 馬を集め、家畜のように繁殖させることができるようになり、ゲームの終わりに馬は一匹につき一点になる。 また、農場に配置されるようになった泥炭から集められた燃料で、家を暖めなければならなくなった。
Agricola: Gamers' Deck
ドイツ語版は2010年公開、日本語版は未発売。通称「Gデッキ」。エッセン 2010で公開された拡張セットで、119種類の小さな進歩カードと職業カードを含む。
アグリコラ：プレミアムグッズ(Agricola: The Goodies Expansion, あるいはAgricola: The Goodies Box)
ドイツ語版は未発売、英語版は2010年発売、日本語版は2012年4月発売。オリジナルのアグリコラに、たくさんの小さな拡張要素を追加する。 ゲームを補完する木製のコマも付属している。The Goodiesには、以下のものが含まれる。なおドイツではいずれの内容物も容易に入手可能。
- ミニ拡張『Xデッキ』、ミニ拡張『Lデッキ』、ミニ拡張『Öデッキ』、ミニ拡張『CZデッキ』
- 5種類の異なったテーマの農場ボード。ウエスタン、春、秋、冬、そして火星である。うち春夏秋冬の4種は、後述の『15周年記念BOX』にも通常の農場ボードの裏面に印刷される形で同梱されている。
- ステッカーシート(70のステッカーがある) -- 35の大人のステッカー、33の子供のステッカー、宇宙人と狼人間のステッカー各1つ。
- 木製のコマ -- 野菜コマ、動物コマ、資材コマ。基本セットでは円盤型だった野菜コマや資源コマも全て造形コマになっている。

レジェン＊デイリー（フォレスト）デッキ(Agricola: Legen*dary(Forest)-Deck)
ドイツ語版は2010年公開、日本語版は後述の『15周年記念BOX』に改訂版が同梱。通称「Fデッキ」あるいは「フェアリーデッキ」。LOOKOUT社創業10周年を記念しSpiel 2010で公開されたミニ拡張セットで、24枚のカードから成る。Xデッキの続編で、森にまつわる童話や映画などを題材にしている。
Agricola: Netherlands Deck
ドイツ語版は2011年公開、日本語版は未発売。通称「NLデッキ」あるいは「オランダデッキ」。風車にチーズ、チューリップなどがあるオランダをテーマにした拡張セットで、60枚の小さな進歩カードと60枚の職業カード、計120枚のカードで構成される。
アグリコラ 世界選手権デッキ(独：Agricola: Weltmeisterschaftsdeck、英：Agricola: World Championship Deck)
ドイツ語版は2011年公開、日本語版は2013年3月発売。限定生産（現在は販売終了）。通称「WMデッキ」。ウィーンで開かれた第一回アグリコラ世界選手権（2011年）のために開発された拡張セットで、115種類のカードを追加する。60の小さな進歩カードと50の職業カードが小デッキに分けられている。
Agricola: Pi-Deck
Play-agricola.comのユーザーによってデザインされたもので、12枚の小さな進歩カードと12枚の職業カード、計24枚のカードで構成される。デッキシンボルは「π」。
Agricola: Belgium-Deck
ドイツ語版は2012年公開、日本語版は未発売。通称「ベルギーデッキ」。ベルギーをテーマにした拡張セット。2つのミニ拡張セットで構成される。
Agricola: Flanders-Deck
通称「FLデッキ」あるいは「フランドルデッキ」。ベルギー北部のフランドル地域をテーマにしたミニ拡張セット。
Agricola: Wallonia-deck
通称「WAデッキ」あるいは「ワロンデッキ」。ベルギー南部のワロン地域をテーマにしたミニ拡張セット。
Agricola: Bielefeld-Deck
ドイツ語版は2013年公開、日本語版は未発売。通称「BIデッキ」あるいは「ビーレフェルトデッキ」。ドイツのビーレフェルトをテーマにした拡張セット。
Agricola: France-Deck
ドイツ語版は2014年公開、日本語版は未発売。通称「FRデッキ」あるいは「フランスデッキ」。フランスをテーマにした拡張セット。

アグリコラ：リバイズドエディション(Agricola: Revised Edition 2016)
日本語版は2016年8月発売。基本セットの改訂新版（いわば第2版）。初版と異なりプレイ人数は1～4人となっており、ゲームバランスもそれ用に調整されている。また同梱の木製コマも、それぞれ農民や資源等を象った造形コマに変更されている。なおルール上「ファミリールール」は削除されたが、選択ルールとして手札を使わない「導入用ルール」が付記されている（事実上のファミリールールである）。
アグリコラ：5-6人用拡張セット(Agricola: Expansion For 5 and 6 Players)
日本語版は2017年4月発売。プレイ人数を増やすために必要な基本のカードやタイル、コマ類をまとめた拡張セット。
アグリコラ：アルティフェクスデッキ(Agricola: Artifex-Deck)
日本語版は2019年3月発売。リバイズドエディションの拡張セット第1弾。通称「Aデッキ」。「Artifex」はラテン語で「芸術家」の意味。小さい進歩60枚、職業カード60枚の計120枚で構成される。
Agricola Game Expansions
英語版は2017年11月発売、日本語版は未発売。米Wizkidsから発売されたリバイズドエディションのミニ拡張セット。小さい進歩9枚、職業カード11枚の計20枚、および彩色済みフィギュア5個で構成され、Yellow、Blue、Green、White、Purple、Redの6種ある（拡張の色名はフィギュアの色で、プレイヤーカラーを示すもの）。カードは重複なく、通し番号がCとDになっており、一部は調整され後発のCデッキおよびDデッキに収録された。
アグリコラ：ブーブルクスデッキ(Agricola: Bubulcus-Deck)
日本語版は2020年1月発売。リバイズドエディションの拡張セット第2弾。通称「Bデッキ」。「Bubulcus」はラテン語で「牧夫」の意味。小さい進歩60枚、職業カード60枚の計120枚で構成される。
アグリコラ：コルバリウスデッキ(Agricola: Corbarius-Deck)
日本語版は2022年1月発売。リバイズドエディションの拡張セット第3弾。通称「Cデッキ」。「Corbarius」はラテン語で「かご編み」の意味。小さい進歩60枚、職業カード60枚の計120枚で構成される。
アグリコラ：ドゥルチナリアデッキ(Agricola: Dulcinaria-Deck)
日本語版は2022年10月発売。リバイズドエディションの拡張セット第4弾。通称「Dデッキ」。「Dulcinaria」はラテン語で「菓子」の意味。小さい進歩60枚、職業カード60枚の計120枚で構成される。
アグリコラ：泥沼からの出発 リバイズドエディション(Agricola: Farmers of the Moor(Revised Edition 2016))
日本語版は2022年8月発売。リバイズドエディションの拡張セット第5弾。拡張セット『泥沼からの出発』の改訂新版。農地に適さない森や泥地の開拓をテーマとした拡張セット。新たなタイル「森／泥地」および燃料に関するルール、新たな家畜「馬」に関するルール、大きい進歩14枚、小さい進歩117枚などで構成される。なお日本語版においては発売順がドゥルチナリアデッキと入れ替わっている。
Agricola: Consul Dirigens-Deck
日本語版は未発売。CデッキとDデッキに未収録のAgricola Game Expansionsのカード96枚と、24枚のミニ拡張「親カード」で構成される。

アグリコラ：15周年記念BOX(Agricola 15th Anniversary Box)
ドイツ語版は2022年10月公開、日本語版は2023年2月発売。アグリコラの初版発売から15周年を記念した独立セット。リバイズドエディションの『基本セット』と拡張『Aデッキ』、『Bデッキ』の他に、初版のミニ拡張『Lデッキ』、『Xデッキ』、『Fデッキ』、『四季拡張セット（四季を通じて）』、『特製農場ボード（『プレミアムグッズ』同梱の春夏秋冬の農場ボード）』が改訂され同梱。大きい進歩カードは厚紙化し、食料チップが既製品のものより直径1.5倍ほどに大きくなっており、また家族駒の色は全て新色で既製品のものより地味になっている。
公式によると、リバイズドエディションに対応する全ての既存の拡張（『5-6人用拡張セット』『泥沼からの出発』も含む）を収納およびプレイ時に追加できるとのこと。

### 牧場の動物たち
2人プレイ専用としてリメイクされたもの。通常の基本セットが無くともプレイ可能。牧場がテーマのため通常の基本セットにない家畜「馬」が追加されているが、プレイ時間短縮のためカード類や食料等の要素が削られ、原則としてルールは簡易化されている。日本のプレイヤー間では「フタリコラ」と俗称される。
アグリコラ：牧場の動物たち(Agricola - All Creatures Big and Small)
日本語版は2012年11月発売。2人プレイ専用の基本セット。
アグリコラ：牧場にもっと建物を (Agricola - All Creatures Big and Small: More Buildings Big and Small)
日本語版は2013年6月発売。2人プレイ専用の拡張セット第1弾。新たな建物タイルを追加するセット。
アグリコラ：さらに牧場にもっと建物を(Agricola -  All Creatures Big and Small: Even More Buildings Big and Small)
日本語版は2014年8月発売。2人プレイ専用の拡張セット第2弾。新たな建物タイルを追加するセット。
アグリコラ：牧場の動物たち THE BIG BOX(Agricola - All Creatures Big and Small: THE BIG BOX)
日本語版は2020年4月発売。基本セット『牧場の動物たち』、拡張1『牧場にもっと建物を』、拡張2『さらに牧場にもっと建物を』の3つを1つのパッケージにまとめたもの。同梱の木製コマも、それぞれ農民や資源等を象った造形コマに変更されており、それに合わせてタイルに描かれたコマのイラストも造形コマのものになっている。

### ファミリーバージョン
1～4人用で、ファミリールール専用に構成されたもの。通常の基本セットが無くともプレイ可能。リバイズドエディションの発売に伴い制作されたもので、ファミリールールでは使用しないカード類の他、柵や野菜、プレイヤーボード等の要素が削られ、柵が印刷された「牧場タイル」が導入されたことで初版のファミリールールより簡易化されており、対象年齢も8歳以上に引き下げられている。日本のプレイヤー間では「ファミリコラ」と俗称される。
アグリコラ：ファミリーバージョン (Agricola: Family Edition)
日本語版は2017年2月発売。

## 受賞
2009年
- BoardGamer.ru Game of the Year
- Lucca Games Best of Show (イタリア) Side Award Best Game Mechanic
- オランダゲーム賞 Winner
- Ludoteca Ideale 2009, Game of the Year
- Jogo do Ano 2008 Spiel Portugal (ポルトガル) Winner
- Gra Roku Game of the Year (ポーランド) Winner
- Gra Roku - Gamers' Choice (ポーランド) Winner
- Gra Graczy - Gamesfanatic.net (ポーランド) Winner
- Golden Ace (フランス) Special Jury
- Les 3 Lys (カナダ) Hobbyist Game Winner

2008年
- ゴールデン・ギーク賞 Best Gamer's Board Game Winner
- ゴールデン・ギーク賞 Board Game of the Year Winner
- ドイツ年間ゲーム大賞 "Complex Game" Winner
- J.U.G.賞(ポルトガル) Game of the Year Winner
- ドイツゲーム大賞 Game of the Year Winner
- 国際ゲーマーズ賞（英語版） General Strategy/Multi-player Game
- チェコゲーム工業会賞 Winner
- Spiel der Spiele (オーストリア) Spiele Hit für Experten (Hit Games for Professionals)
- トリック・トラック賞（フランス）Winner
- スペイン年間ゲーム大賞 Winner
- 81st game to be added to the Austrian Hall of Games

2008年ノミネート
- ゴールデン・ギーク賞 Best 2-Player Board Game Nominee
- ゴールデン・ギーク賞 Best Board Game Artwork/Presentation Nominee
- ゴールデン・ギーク賞 Best Family Board Game Nominee
- ゴールデン・ギーク賞 Best Gamer's Board Game Nominee

2007年
- Meeples' Choice Award Winner